# Seznam kulturních památek v Litoměřicích
Tento seznam nemovitých kulturních památek ve městě Litoměřice v okrese Litoměřice vychází z  Ústředního seznamu kulturních památek ČR, který na základě zákona č. 20/1987 Sb., o státní památkové péči, vede Národní památkový ústav jako ústřední organizace státní památkové péče. Údaje jsou průběžně upřesňovány, přesto mohou obsahovat i řadu věcných a formálních chyb a nepřesností či být neaktuální. 
Pokud byly některé části dotčeného území vyčleněny do samostatných seznamů, měly by být odkazy na tyto dílčí seznamy uvedeny v úvodu tohoto seznamu nebo v úvodu příslušné sekce seznamu.

## Litoměřice

### Litoměřice-Město
|  | Kategorie „City walls of Litoměřice “ na Wikimedia Commons | Hledat fotografie a kategorie ve Wikimedia Commons podle rejstříkového čísla památky | Nahrát snímek k tomuto tématu do úložiště Wikimedia Commons |  |

|  | Kategorie „Maria column in Litoměřice “ na Wikimedia Commons | Hledat fotografie a kategorie ve Wikimedia Commons podle rejstříkového čísla památky | Nahrát snímek k tomuto tématu do úložiště Wikimedia Commons |  |

|  | Kategorie „Fountains at Mírové náměstí in Litoměřice “ na Wikimedia Commons | Hledat fotografie a kategorie ve Wikimedia Commons podle rejstříkového čísla památky | Nahrát snímek k tomuto tématu do úložiště Wikimedia Commons |  |

|  | Kategorie „Dům U zlaté hvězdy (Litoměřice) “ na Wikimedia Commons | Hledat fotografie a kategorie ve Wikimedia Commons podle rejstříkového čísla památky | Nahrát snímek k tomuto tématu do úložiště Wikimedia Commons |  |

|  |  | Hledat fotografie a kategorie ve Wikimedia Commons podle rejstříkového čísla památky | Nahrát snímek k tomuto tématu do úložiště Wikimedia Commons |  |

|  | Kategorie „Dům U Černého orla, Litoměřice “ na Wikimedia Commons | Hledat fotografie a kategorie ve Wikimedia Commons podle rejstříkového čísla památky | Nahrát snímek k tomuto tématu do úložiště Wikimedia Commons |  |

|  | Kategorie „Goblet House in Litoměřice “ na Wikimedia Commons | Hledat fotografie a kategorie ve Wikimedia Commons podle rejstříkového čísla památky | Nahrát snímek k tomuto tématu do úložiště Wikimedia Commons |  |

|  |  | Hledat fotografie a kategorie ve Wikimedia Commons podle rejstříkového čísla památky | Nahrát snímek k tomuto tématu do úložiště Wikimedia Commons |  |

|  |  | Hledat fotografie a kategorie ve Wikimedia Commons podle rejstříkového čísla památky | Nahrát snímek k tomuto tématu do úložiště Wikimedia Commons |  |

|  |  | Hledat fotografie a kategorie ve Wikimedia Commons podle rejstříkového čísla památky | Nahrát snímek k tomuto tématu do úložiště Wikimedia Commons |  |

|  | Kategorie „Mírové náměstí 10 (Litoměřice) “ na Wikimedia Commons | Hledat fotografie a kategorie ve Wikimedia Commons podle rejstříkového čísla památky | Nahrát snímek k tomuto tématu do úložiště Wikimedia Commons |  |

|  |  | Hledat fotografie a kategorie ve Wikimedia Commons podle rejstříkového čísla památky | Nahrát snímek k tomuto tématu do úložiště Wikimedia Commons |  |

|  |  | Hledat fotografie a kategorie ve Wikimedia Commons podle rejstříkového čísla památky | Nahrát snímek k tomuto tématu do úložiště Wikimedia Commons |  |

|  |  | Hledat fotografie a kategorie ve Wikimedia Commons podle rejstříkového čísla památky | Nahrát snímek k tomuto tématu do úložiště Wikimedia Commons |  |

|  |  | Hledat fotografie a kategorie ve Wikimedia Commons podle rejstříkového čísla památky | Nahrát snímek k tomuto tématu do úložiště Wikimedia Commons |  |

|  | Kategorie „Mírové náměstí 16 (Litoměřice) “ na Wikimedia Commons | Hledat fotografie a kategorie ve Wikimedia Commons podle rejstříkového čísla památky | Nahrát snímek k tomuto tématu do úložiště Wikimedia Commons |  |

|  | Kategorie „Mírové náměstí 17 (Litoměřice) “ na Wikimedia Commons | Hledat fotografie a kategorie ve Wikimedia Commons podle rejstříkového čísla památky | Nahrát snímek k tomuto tématu do úložiště Wikimedia Commons |  |

|  |  | Hledat fotografie a kategorie ve Wikimedia Commons podle rejstříkového čísla památky | Nahrát snímek k tomuto tématu do úložiště Wikimedia Commons |  |

|  | Kategorie „Dům u pěti panen “ na Wikimedia Commons | Hledat fotografie a kategorie ve Wikimedia Commons podle rejstříkového čísla památky | Nahrát snímek k tomuto tématu do úložiště Wikimedia Commons |  |

|  |  | Hledat fotografie a kategorie ve Wikimedia Commons podle rejstříkového čísla památky | Nahrát snímek k tomuto tématu do úložiště Wikimedia Commons |  |

|  |  | Hledat fotografie a kategorie ve Wikimedia Commons podle rejstříkového čísla památky | Nahrát snímek k tomuto tématu do úložiště Wikimedia Commons |  |

|  |  | Hledat fotografie a kategorie ve Wikimedia Commons podle rejstříkového čísla památky | Nahrát snímek k tomuto tématu do úložiště Wikimedia Commons |  |

|  |  | Hledat fotografie a kategorie ve Wikimedia Commons podle rejstříkového čísla památky | Nahrát snímek k tomuto tématu do úložiště Wikimedia Commons |  |

|  |  | Hledat fotografie a kategorie ve Wikimedia Commons podle rejstříkového čísla památky | Nahrát snímek k tomuto tématu do úložiště Wikimedia Commons |  |

|  |  | Hledat fotografie a kategorie ve Wikimedia Commons podle rejstříkového čísla památky | Nahrát snímek k tomuto tématu do úložiště Wikimedia Commons |  |

|  |  | Hledat fotografie a kategorie ve Wikimedia Commons podle rejstříkového čísla památky | Nahrát snímek k tomuto tématu do úložiště Wikimedia Commons |  |

|  |  | Hledat fotografie a kategorie ve Wikimedia Commons podle rejstříkového čísla památky | Nahrát snímek k tomuto tématu do úložiště Wikimedia Commons |  |

|  |  | Hledat fotografie a kategorie ve Wikimedia Commons podle rejstříkového čísla památky | Nahrát snímek k tomuto tématu do úložiště Wikimedia Commons |  |

|  | Kategorie „Town hall in Litoměřice “ na Wikimedia Commons | Hledat fotografie a kategorie ve Wikimedia Commons podle rejstříkového čísla památky | Nahrát snímek k tomuto tématu do úložiště Wikimedia Commons |  |

|  |  | Hledat fotografie a kategorie ve Wikimedia Commons podle rejstříkového čísla památky | Nahrát snímek k tomuto tématu do úložiště Wikimedia Commons |  |

|  |  | Hledat fotografie a kategorie ve Wikimedia Commons podle rejstříkového čísla památky | Nahrát snímek k tomuto tématu do úložiště Wikimedia Commons |  |

|  |  | Hledat fotografie a kategorie ve Wikimedia Commons podle rejstříkového čísla památky | Nahrát snímek k tomuto tématu do úložiště Wikimedia Commons |  |

|  |  | Hledat fotografie a kategorie ve Wikimedia Commons podle rejstříkového čísla památky | Nahrát snímek k tomuto tématu do úložiště Wikimedia Commons |  |

|  |  | Hledat fotografie a kategorie ve Wikimedia Commons podle rejstříkového čísla památky | Nahrát snímek k tomuto tématu do úložiště Wikimedia Commons |  |

|  |  | Hledat fotografie a kategorie ve Wikimedia Commons podle rejstříkového čísla památky | Nahrát snímek k tomuto tématu do úložiště Wikimedia Commons |  |

|  |  | Hledat fotografie a kategorie ve Wikimedia Commons podle rejstříkového čísla památky | Nahrát snímek k tomuto tématu do úložiště Wikimedia Commons |  |

|  |  | Hledat fotografie a kategorie ve Wikimedia Commons podle rejstříkového čísla památky | Nahrát snímek k tomuto tématu do úložiště Wikimedia Commons |  |

|  |  | Hledat fotografie a kategorie ve Wikimedia Commons podle rejstříkového čísla památky | Nahrát snímek k tomuto tématu do úložiště Wikimedia Commons |  |

|  |  | Hledat fotografie a kategorie ve Wikimedia Commons podle rejstříkového čísla památky | Nahrát snímek k tomuto tématu do úložiště Wikimedia Commons |  |

|  | Kategorie „Dominican monastery (Litoměřice) “ na Wikimedia Commons | Hledat fotografie a kategorie ve Wikimedia Commons podle rejstříkového čísla památky | Nahrát snímek k tomuto tématu do úložiště Wikimedia Commons |  |

|  |  | Hledat fotografie a kategorie ve Wikimedia Commons podle rejstříkového čísla památky | Nahrát snímek k tomuto tématu do úložiště Wikimedia Commons |  |

|  |  | Hledat fotografie a kategorie ve Wikimedia Commons podle rejstříkového čísla památky | Nahrát snímek k tomuto tématu do úložiště Wikimedia Commons |  |

|  |  | Hledat fotografie a kategorie ve Wikimedia Commons podle rejstříkového čísla památky | Nahrát snímek k tomuto tématu do úložiště Wikimedia Commons |  |

|  |  | Hledat fotografie a kategorie ve Wikimedia Commons podle rejstříkového čísla památky | Nahrát snímek k tomuto tématu do úložiště Wikimedia Commons |  |

|  |  | Hledat fotografie a kategorie ve Wikimedia Commons podle rejstříkového čísla památky | Nahrát snímek k tomuto tématu do úložiště Wikimedia Commons |  |

|  |  | Hledat fotografie a kategorie ve Wikimedia Commons podle rejstříkového čísla památky | Nahrát snímek k tomuto tématu do úložiště Wikimedia Commons |  |

|  |  | Hledat fotografie a kategorie ve Wikimedia Commons podle rejstříkového čísla památky | Nahrát snímek k tomuto tématu do úložiště Wikimedia Commons |  |

|  |  | Hledat fotografie a kategorie ve Wikimedia Commons podle rejstříkového čísla památky | Nahrát snímek k tomuto tématu do úložiště Wikimedia Commons |  |

|  |  | Hledat fotografie a kategorie ve Wikimedia Commons podle rejstříkového čísla památky | Nahrát snímek k tomuto tématu do úložiště Wikimedia Commons |  |

|  | Kategorie „Velká Dominikánská 23 “ na Wikimedia Commons | Hledat fotografie a kategorie ve Wikimedia Commons podle rejstříkového čísla památky | Nahrát snímek k tomuto tématu do úložiště Wikimedia Commons |  |

|  |  | Hledat fotografie a kategorie ve Wikimedia Commons podle rejstříkového čísla památky | Nahrát snímek k tomuto tématu do úložiště Wikimedia Commons |  |

|  |  | Hledat fotografie a kategorie ve Wikimedia Commons podle rejstříkového čísla památky | Nahrát snímek k tomuto tématu do úložiště Wikimedia Commons |  |

|  |  | Hledat fotografie a kategorie ve Wikimedia Commons podle rejstříkového čísla památky | Nahrát snímek k tomuto tématu do úložiště Wikimedia Commons |  |

|  |  | Hledat fotografie a kategorie ve Wikimedia Commons podle rejstříkového čísla památky | Nahrát snímek k tomuto tématu do úložiště Wikimedia Commons |  |

|  |  | Hledat fotografie a kategorie ve Wikimedia Commons podle rejstříkového čísla památky | Nahrát snímek k tomuto tématu do úložiště Wikimedia Commons |  |

|  |  | Hledat fotografie a kategorie ve Wikimedia Commons podle rejstříkového čísla památky | Nahrát snímek k tomuto tématu do úložiště Wikimedia Commons |  |

|  | Kategorie „All Saints church in Litoměřice‎ “ na Wikimedia Commons | Hledat fotografie a kategorie ve Wikimedia Commons podle rejstříkového čísla památky | Nahrát snímek k tomuto tématu do úložiště Wikimedia Commons |  |

|  |  | Hledat fotografie a kategorie ve Wikimedia Commons podle rejstříkového čísla památky | Nahrát snímek k tomuto tématu do úložiště Wikimedia Commons |  |

|  |  | Hledat fotografie a kategorie ve Wikimedia Commons podle rejstříkového čísla památky | Nahrát snímek k tomuto tématu do úložiště Wikimedia Commons |  |

|  |  | Hledat fotografie a kategorie ve Wikimedia Commons podle rejstříkového čísla památky | Nahrát snímek k tomuto tématu do úložiště Wikimedia Commons |  |

|  |  | Hledat fotografie a kategorie ve Wikimedia Commons podle rejstříkového čísla památky | Nahrát snímek k tomuto tématu do úložiště Wikimedia Commons |  |

|  |  | Hledat fotografie a kategorie ve Wikimedia Commons podle rejstříkového čísla památky | Nahrát snímek k tomuto tématu do úložiště Wikimedia Commons |  |

|  |  | Hledat fotografie a kategorie ve Wikimedia Commons podle rejstříkového čísla památky | Nahrát snímek k tomuto tématu do úložiště Wikimedia Commons |  |

|  |  | Hledat fotografie a kategorie ve Wikimedia Commons podle rejstříkového čísla památky | Nahrát snímek k tomuto tématu do úložiště Wikimedia Commons |  |

|  |  | Hledat fotografie a kategorie ve Wikimedia Commons podle rejstříkového čísla památky | Nahrát snímek k tomuto tématu do úložiště Wikimedia Commons |  |

|  |  | Hledat fotografie a kategorie ve Wikimedia Commons podle rejstříkového čísla památky | Nahrát snímek k tomuto tématu do úložiště Wikimedia Commons |  |

|  |  | Hledat fotografie a kategorie ve Wikimedia Commons podle rejstříkového čísla památky | Nahrát snímek k tomuto tématu do úložiště Wikimedia Commons |  |

|  |  | Hledat fotografie a kategorie ve Wikimedia Commons podle rejstříkového čísla památky | Nahrát snímek k tomuto tématu do úložiště Wikimedia Commons |  |

|  |  | Hledat fotografie a kategorie ve Wikimedia Commons podle rejstříkového čísla památky | Nahrát snímek k tomuto tématu do úložiště Wikimedia Commons |  |

|  |  | Hledat fotografie a kategorie ve Wikimedia Commons podle rejstříkového čísla památky | Nahrát snímek k tomuto tématu do úložiště Wikimedia Commons |  |

|  |  | Hledat fotografie a kategorie ve Wikimedia Commons podle rejstříkového čísla památky | Nahrát snímek k tomuto tématu do úložiště Wikimedia Commons |  |

|  |  | Hledat fotografie a kategorie ve Wikimedia Commons podle rejstříkového čísla památky | Nahrát snímek k tomuto tématu do úložiště Wikimedia Commons |  |

|  |  | Hledat fotografie a kategorie ve Wikimedia Commons podle rejstříkového čísla památky | Nahrát snímek k tomuto tématu do úložiště Wikimedia Commons |  |

|  |  | Hledat fotografie a kategorie ve Wikimedia Commons podle rejstříkového čísla památky | Nahrát snímek k tomuto tématu do úložiště Wikimedia Commons |  |

|  |  | Hledat fotografie a kategorie ve Wikimedia Commons podle rejstříkového čísla památky | Nahrát snímek k tomuto tématu do úložiště Wikimedia Commons |  |

|  |  | Hledat fotografie a kategorie ve Wikimedia Commons podle rejstříkového čísla památky | Nahrát snímek k tomuto tématu do úložiště Wikimedia Commons |  |

|  |  | Hledat fotografie a kategorie ve Wikimedia Commons podle rejstříkového čísla památky | Nahrát snímek k tomuto tématu do úložiště Wikimedia Commons |  |

|  |  | Hledat fotografie a kategorie ve Wikimedia Commons podle rejstříkového čísla památky | Nahrát snímek k tomuto tématu do úložiště Wikimedia Commons |  |

|  |  | Hledat fotografie a kategorie ve Wikimedia Commons podle rejstříkového čísla památky | Nahrát snímek k tomuto tématu do úložiště Wikimedia Commons |  |

|  |  | Hledat fotografie a kategorie ve Wikimedia Commons podle rejstříkového čísla památky | Nahrát snímek k tomuto tématu do úložiště Wikimedia Commons |  |

|  | Kategorie „Capuchin monastery (Litoměřice) “ na Wikimedia Commons | Hledat fotografie a kategorie ve Wikimedia Commons podle rejstříkového čísla památky | Nahrát snímek k tomuto tématu do úložiště Wikimedia Commons |  |

|  |  | Hledat fotografie a kategorie ve Wikimedia Commons podle rejstříkového čísla památky | Nahrát snímek k tomuto tématu do úložiště Wikimedia Commons |  |

|  | Kategorie „Church of Saint Lawrence (Litoměřice) “ na Wikimedia Commons | Hledat fotografie a kategorie ve Wikimedia Commons podle rejstříkového čísla památky | Nahrát snímek k tomuto tématu do úložiště Wikimedia Commons |  |

|  |  | Hledat fotografie a kategorie ve Wikimedia Commons podle rejstříkového čísla památky | Nahrát snímek k tomuto tématu do úložiště Wikimedia Commons |  |

|  |  | Hledat fotografie a kategorie ve Wikimedia Commons podle rejstříkového čísla památky | Nahrát snímek k tomuto tématu do úložiště Wikimedia Commons |  |

|  |  | Hledat fotografie a kategorie ve Wikimedia Commons podle rejstříkového čísla památky | Nahrát snímek k tomuto tématu do úložiště Wikimedia Commons |  |

|  |  | Hledat fotografie a kategorie ve Wikimedia Commons podle rejstříkového čísla památky | Nahrát snímek k tomuto tématu do úložiště Wikimedia Commons |  |

|  |  | Hledat fotografie a kategorie ve Wikimedia Commons podle rejstříkového čísla památky | Nahrát snímek k tomuto tématu do úložiště Wikimedia Commons |  |

|  |  | Hledat fotografie a kategorie ve Wikimedia Commons podle rejstříkového čísla památky | Nahrát snímek k tomuto tématu do úložiště Wikimedia Commons |  |

|  |  | Hledat fotografie a kategorie ve Wikimedia Commons podle rejstříkového čísla památky | Nahrát snímek k tomuto tématu do úložiště Wikimedia Commons |  |

|  | Kategorie „Dům Dvojče “ na Wikimedia Commons | Hledat fotografie a kategorie ve Wikimedia Commons podle rejstříkového čísla památky | Nahrát snímek k tomuto tématu do úložiště Wikimedia Commons |  |

|  |  | Hledat fotografie a kategorie ve Wikimedia Commons podle rejstříkového čísla památky | Nahrát snímek k tomuto tématu do úložiště Wikimedia Commons |  |

|  |  | Hledat fotografie a kategorie ve Wikimedia Commons podle rejstříkového čísla památky | Nahrát snímek k tomuto tématu do úložiště Wikimedia Commons |  |

|  | Kategorie „Jezuitská 7 (Litoměřice) “ na Wikimedia Commons | Hledat fotografie a kategorie ve Wikimedia Commons podle rejstříkového čísla památky | Nahrát snímek k tomuto tématu do úložiště Wikimedia Commons |  |

|  |  | Hledat fotografie a kategorie ve Wikimedia Commons podle rejstříkového čísla památky | Nahrát snímek k tomuto tématu do úložiště Wikimedia Commons |  |

|  |  | Hledat fotografie a kategorie ve Wikimedia Commons podle rejstříkového čísla památky | Nahrát snímek k tomuto tématu do úložiště Wikimedia Commons |  |

|  |  | Hledat fotografie a kategorie ve Wikimedia Commons podle rejstříkového čísla památky | Nahrát snímek k tomuto tématu do úložiště Wikimedia Commons |  |

|  | Kategorie „Dům U Modrého hroznu (Litoměřice) “ na Wikimedia Commons | Hledat fotografie a kategorie ve Wikimedia Commons podle rejstříkového čísla památky | Nahrát snímek k tomuto tématu do úložiště Wikimedia Commons |  |

|  | Kategorie „Church of the Annunciation (Litoměřice)‎ “ na Wikimedia Commons | Hledat fotografie a kategorie ve Wikimedia Commons podle rejstříkového čísla památky | Nahrát snímek k tomuto tématu do úložiště Wikimedia Commons |  |

|  |  | Hledat fotografie a kategorie ve Wikimedia Commons podle rejstříkového čísla památky | Nahrát snímek k tomuto tématu do úložiště Wikimedia Commons |  |

|  | Kategorie „Statue of Karel Hynek Mácha in Litoměřice “ na Wikimedia Commons | Hledat fotografie a kategorie ve Wikimedia Commons podle rejstříkového čísla památky | Nahrát snímek k tomuto tématu do úložiště Wikimedia Commons |  |

|  | Kategorie „Divadlo Karla Hynka Máchy “ na Wikimedia Commons | Hledat fotografie a kategorie ve Wikimedia Commons podle rejstříkového čísla památky | Nahrát snímek k tomuto tématu do úložiště Wikimedia Commons |  |

|  |  | Hledat fotografie a kategorie ve Wikimedia Commons podle rejstříkového čísla památky | Nahrát snímek k tomuto tématu do úložiště Wikimedia Commons |  |

|  |  | Hledat fotografie a kategorie ve Wikimedia Commons podle rejstříkového čísla památky | Nahrát snímek k tomuto tématu do úložiště Wikimedia Commons |  |

|  | Kategorie „Michalská 7 (Litoměřice) “ na Wikimedia Commons | Hledat fotografie a kategorie ve Wikimedia Commons podle rejstříkového čísla památky | Nahrát snímek k tomuto tématu do úložiště Wikimedia Commons |  |

|  |  | Hledat fotografie a kategorie ve Wikimedia Commons podle rejstříkového čísla památky | Nahrát snímek k tomuto tématu do úložiště Wikimedia Commons |  |

|  |  | Hledat fotografie a kategorie ve Wikimedia Commons podle rejstříkového čísla památky | Nahrát snímek k tomuto tématu do úložiště Wikimedia Commons |  |

|  |  | Hledat fotografie a kategorie ve Wikimedia Commons podle rejstříkového čísla památky | Nahrát snímek k tomuto tématu do úložiště Wikimedia Commons |  |

|  |  | Hledat fotografie a kategorie ve Wikimedia Commons podle rejstříkového čísla památky | Nahrát snímek k tomuto tématu do úložiště Wikimedia Commons |  |

|  |  | Hledat fotografie a kategorie ve Wikimedia Commons podle rejstříkového čísla památky | Nahrát snímek k tomuto tématu do úložiště Wikimedia Commons |  |

|  | Kategorie „Dominican monastery in Litoměřice “ na Wikimedia Commons | Hledat fotografie a kategorie ve Wikimedia Commons podle rejstříkového čísla památky | Nahrát snímek k tomuto tématu do úložiště Wikimedia Commons |  |

### Za nemocnicí
|  | Kategorie „Walls of Dómský pahorek in Litoměřice “ na Wikimedia Commons | Hledat fotografie a kategorie ve Wikimedia Commons podle rejstříkového čísla památky | Nahrát snímek k tomuto tématu do úložiště Wikimedia Commons |  |

|  | Kategorie „Cathedral of Saint Stephen in Litoměřice “ na Wikimedia Commons | Hledat fotografie a kategorie ve Wikimedia Commons podle rejstříkového čísla památky | Nahrát snímek k tomuto tématu do úložiště Wikimedia Commons |  |

|  | Kategorie „Bishop residence of Litoměřice “ na Wikimedia Commons | Hledat fotografie a kategorie ve Wikimedia Commons podle rejstříkového čísla památky | Nahrát snímek k tomuto tématu do úložiště Wikimedia Commons |  |

|  |  | Hledat fotografie a kategorie ve Wikimedia Commons podle rejstříkového čísla památky | Nahrát snímek k tomuto tématu do úložiště Wikimedia Commons |  |

|  |  | Hledat fotografie a kategorie ve Wikimedia Commons podle rejstříkového čísla památky | Nahrát snímek k tomuto tématu do úložiště Wikimedia Commons |  |

|  |  | Hledat fotografie a kategorie ve Wikimedia Commons podle rejstříkového čísla památky | Nahrát snímek k tomuto tématu do úložiště Wikimedia Commons |  |

|  |  | Hledat fotografie a kategorie ve Wikimedia Commons podle rejstříkového čísla památky | Nahrát snímek k tomuto tématu do úložiště Wikimedia Commons |  |

|  |  | Hledat fotografie a kategorie ve Wikimedia Commons podle rejstříkového čísla památky | Nahrát snímek k tomuto tématu do úložiště Wikimedia Commons |  |

|  |  | Hledat fotografie a kategorie ve Wikimedia Commons podle rejstříkového čísla památky | Nahrát snímek k tomuto tématu do úložiště Wikimedia Commons |  |

|  |  | Hledat fotografie a kategorie ve Wikimedia Commons podle rejstříkového čísla památky | Nahrát snímek k tomuto tématu do úložiště Wikimedia Commons |  |

|  |  | Hledat fotografie a kategorie ve Wikimedia Commons podle rejstříkového čísla památky | Nahrát snímek k tomuto tématu do úložiště Wikimedia Commons |  |

|  | Kategorie „Provost house in Litoměřice “ na Wikimedia Commons | Hledat fotografie a kategorie ve Wikimedia Commons podle rejstříkového čísla památky | Nahrát snímek k tomuto tématu do úložiště Wikimedia Commons |  |

|  |  | Hledat fotografie a kategorie ve Wikimedia Commons podle rejstříkového čísla památky | Nahrát snímek k tomuto tématu do úložiště Wikimedia Commons |  |

### Předměstí
|  |  | Hledat fotografie a kategorie ve Wikimedia Commons podle rejstříkového čísla památky | Nahrát snímek k tomuto tématu do úložiště Wikimedia Commons |  |

|  | Kategorie „Sovova 1 (Litoměřice) “ na Wikimedia Commons | Hledat fotografie a kategorie ve Wikimedia Commons podle rejstříkového čísla památky | Nahrát snímek k tomuto tématu do úložiště Wikimedia Commons |  |

|  | Kategorie „Litoměřice Castle “ na Wikimedia Commons | Hledat fotografie a kategorie ve Wikimedia Commons podle rejstříkového čísla památky | Nahrát snímek k tomuto tématu do úložiště Wikimedia Commons |  |

|  | Kategorie „Church of Saint Adalbert (Litoměřice)‎ “ na Wikimedia Commons | Hledat fotografie a kategorie ve Wikimedia Commons podle rejstříkového čísla památky | Nahrát snímek k tomuto tématu do úložiště Wikimedia Commons |  |

|  | Kategorie „Katovna (Litoměřice) “ na Wikimedia Commons | Hledat fotografie a kategorie ve Wikimedia Commons podle rejstříkového čísla památky | Nahrát snímek k tomuto tématu do úložiště Wikimedia Commons |  |

|  |  | Hledat fotografie a kategorie ve Wikimedia Commons podle rejstříkového čísla památky | Nahrát snímek k tomuto tématu do úložiště Wikimedia Commons |  |

|  | Kategorie „Church of Saint Wenceslaus (Litoměřice) “ na Wikimedia Commons | Hledat fotografie a kategorie ve Wikimedia Commons podle rejstříkového čísla památky | Nahrát snímek k tomuto tématu do úložiště Wikimedia Commons |  |

|  |  | Hledat fotografie a kategorie ve Wikimedia Commons podle rejstříkového čísla památky | Nahrát snímek k tomuto tématu do úložiště Wikimedia Commons |  |

|  |  | Hledat fotografie a kategorie ve Wikimedia Commons podle rejstříkového čísla památky | Nahrát snímek k tomuto tématu do úložiště Wikimedia Commons |  |

|  |  | Hledat fotografie a kategorie ve Wikimedia Commons podle rejstříkového čísla památky | Nahrát snímek k tomuto tématu do úložiště Wikimedia Commons |  |

|  |  | Hledat fotografie a kategorie ve Wikimedia Commons podle rejstříkového čísla památky | Nahrát snímek k tomuto tématu do úložiště Wikimedia Commons |  |

|  |  | Hledat fotografie a kategorie ve Wikimedia Commons podle rejstříkového čísla památky | Nahrát snímek k tomuto tématu do úložiště Wikimedia Commons |  |

|  | Kategorie „Chapel of Saint John the Baptist (Litoměřice) “ na Wikimedia Commons | Hledat fotografie a kategorie ve Wikimedia Commons podle rejstříkového čísla památky | Nahrát snímek k tomuto tématu do úložiště Wikimedia Commons |  |

|  |  | Hledat fotografie a kategorie ve Wikimedia Commons podle rejstříkového čísla památky | Nahrát snímek k tomuto tématu do úložiště Wikimedia Commons |  |

|  | Kategorie „Dům čp. 233 a 1093 (Litoměřice) “ na Wikimedia Commons | Hledat fotografie a kategorie ve Wikimedia Commons podle rejstříkového čísla památky | Nahrát snímek k tomuto tématu do úložiště Wikimedia Commons |  |

|  |  | Hledat fotografie a kategorie ve Wikimedia Commons podle rejstříkového čísla památky | Nahrát snímek k tomuto tématu do úložiště Wikimedia Commons |  |

|  | Kategorie „Crematorium in Litoměřice “ na Wikimedia Commons | Hledat fotografie a kategorie ve Wikimedia Commons podle rejstříkového čísla památky | Nahrát snímek k tomuto tématu do úložiště Wikimedia Commons |  |

## Pokratice
|  | Kategorie „Chapel Pokratice “ na Wikimedia Commons | Hledat fotografie a kategorie ve Wikimedia Commons podle rejstříkového čísla památky | Nahrát snímek k tomuto tématu do úložiště Wikimedia Commons |  |

|  |  | Hledat fotografie a kategorie ve Wikimedia Commons podle rejstříkového čísla památky | Nahrát snímek k tomuto tématu do úložiště Wikimedia Commons |  |

|  | Kategorie „Pokratická 77 (Litoměřice) “ na Wikimedia Commons | Hledat fotografie a kategorie ve Wikimedia Commons podle rejstříkového čísla památky | Nahrát snímek k tomuto tématu do úložiště Wikimedia Commons |  |

|  | Kategorie „Ladova 39 (Litoměřice) “ na Wikimedia Commons | Hledat fotografie a kategorie ve Wikimedia Commons podle rejstříkového čísla památky | Nahrát snímek k tomuto tématu do úložiště Wikimedia Commons |  |